# Liste der Monuments historiques in Paray-Vieille-Poste
Die Liste der Monuments historiques in Paray-Vieille-Poste führt die Monuments historiques in der französischen Gemeinde Paray-Vieille-Poste auf.

## Liste der Bauwerke
| Bezeichnung                                           | Beschreibung | Standort | Kennzeichnung | Schutzstatus | Datum | Bild |
| ----------------------------------------------------- | ------------ | -------- | ------------- | ------------ | ----- | ---- |
| Monument sépulcral du maréchal de Vaux (Grabmonument) |              | (Lage)   | PA00087987    | Inscrit      | 1944  |      |

## Liste der Objekte
- Monuments historiques (Objekte) in Paray-Vieille-Poste der Base Palissy des französischen Kultusministeriums